# Ferxxo 100
«Ferxxo 100» es una canción que fue grabada e interpretada por el cantautor colombiano Feid. Fue lanzado el jueves 2 de junio de 2022 a través de Universal Music Latino, como tercer sencillo de su sexto álbum de estudio, Feliz cumpleaños, Ferxxo, te pirateamos el álbum (2022).
Su significado es que es su canción número 100 que Feid ha escrito como artista.

## Antecedentes y lanzamiento
Tras el éxito de «Castigo», Feid anunció en sus redes sociales el lanzamiento de «Ferxxo 100» programado para el 2 de junio de 2022.
Más tarde, Feid lanzó su álbum Feliz cumpleaños, Ferxxo, te pirateamos el álbum, y «Ferxxo 100» se incluyó como la quinta pista.

## Música y letra
Musicalmente, «Ferxxo 100» es una canción que comienza sus primeros 60 segundos con sonidos de piano tristes, y después cambia a un sonido de reguetón listo para sonar. Asimismo, 80 segundos después de comenzar la canción, cambia a reguetón con sonidos continúos de piano triste que de repente cambia a trap latino y termina con los sonidos de piano en modo triste. Líricamente, «Ferxxo 100» es una canción muy emotiva, en la que el artista narra el dolor que siente tras haber perdido a la persona que quería y que desea recuperar.

## Video musical
El video musical fue lanzado junto con el sencillo el 2 de junio de 2022 en el canal oficial de Feid en YouTube. Un visual en el que vemos al artista interpretar la letra mientras recuerda los momentos vividos con su expareja.